# Rothmannia lateriflora
Rothmannia lateriflora är en måreväxtart som först beskrevs av Karl Moritz Schumann, och fick sitt nu gällande namn av Ronald William John Keay. Rothmannia lateriflora ingår i släktet Rothmannia och familjen måreväxter. Inga underarter finns listade i Catalogue of Life.